# جيمس ك. راسيل
جيمس ك. راسيل (بالإنجليزية: James C. Russell)‏ هو سياسي أمريكي، ولد في 4 نوفمبر 1928 في سانت لويس في الولايات المتحدة، وتوفي في 24 فبراير 2016 بسبب سرطان. حزبياً، نشط في الحزب الديمقراطي. وقد انتخب عضو مجلس نواب ولاية ميسوري.